# Buddleja lanata
Buddleja lanata är en flenörtsväxtart som beskrevs av George Bentham. Buddleja lanata ingår i släktet buddlejor, och familjen flenörtsväxter. Inga underarter finns listade i Catalogue of Life.